# Menoua (rivière)
Le Menoua est une rivière de la Région de l'Ouest au Cameroun, et un affluent du Mbam, dans le bassin versant de la Sanaga.
Le Menoua est la rivière qui donne son nom au département dont Dschang est la préfecture.

## Géographie
Petite rivière d’altitude, le Menoua parcourt une dizaine de kilomètres sur le plateau de Dschang à 1 400 m avant de descendre dans la plaine des Mbo à Santchou, à 700 m d’altitude. De Santchou, le Menoua devient un petit affluent du Nkam.
La rivière Menoua est fortement encaissée, tout comme la Metchié.

## Cours

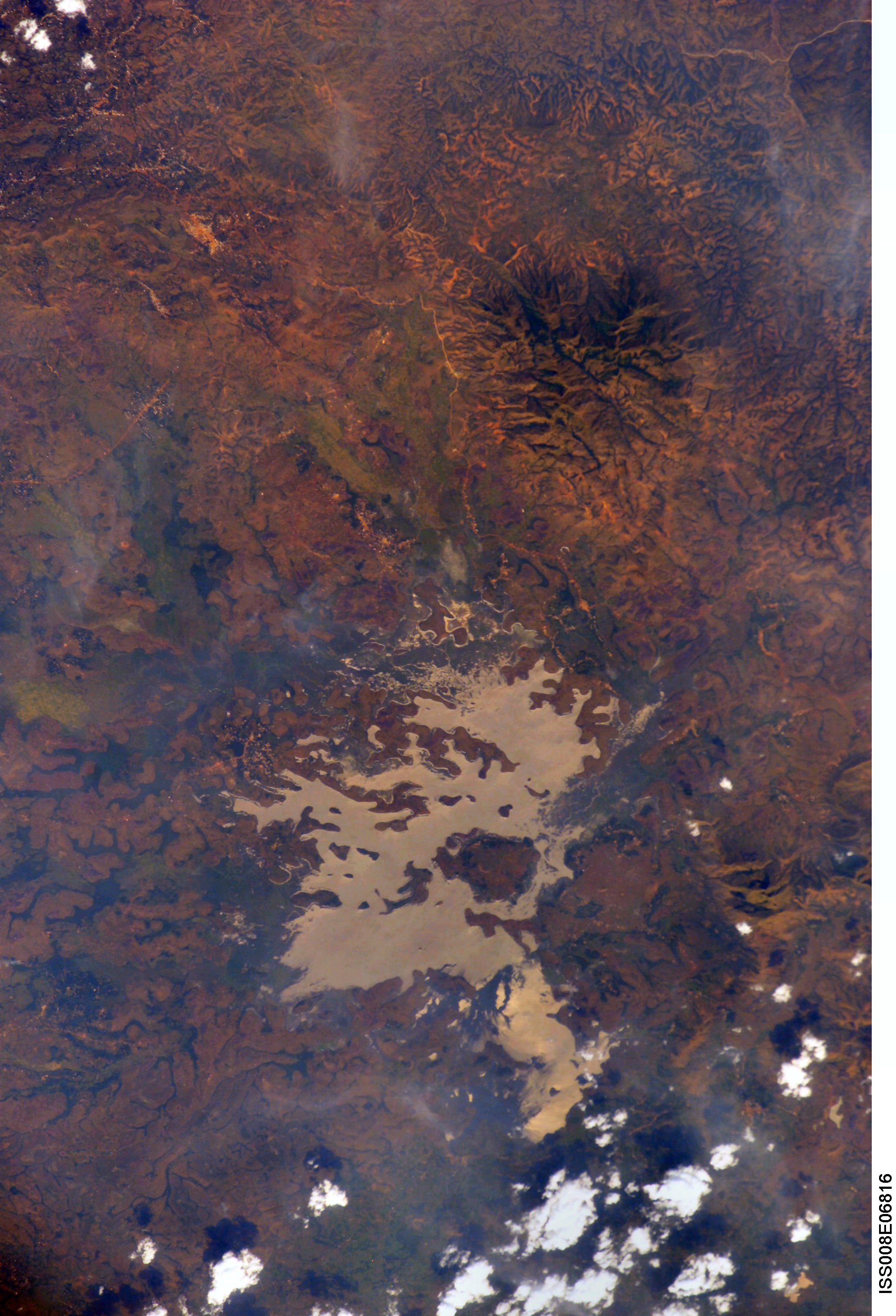
Le lac Bamendjing et le massif Mban en haut à droite sont le réservoir du Menoua. Image NASA 2003.

Le Menoua prend sa source au flanc du mont Oku dont il descend pour aboutir dans la plaine de Ndop, dans une vaste cuvette en partie marécageuse. Cette cuvette est fermée par un barrage entre Bamendjing et Njingoumbé, qui régule la Sanaga par une réserve de 1,85 milliard de mètres cubes. Construit en 1974, le barrage de retenue d'eau crée un lac artificiel qui couvrira 333 km2 de terre lorsqu'il
sera plein. Le lit du fleuve et ses principaux affluents débordant ainsi sur la haute partie du bassin.
Après la cuvette, il reçoit ses affluents des monts Bamboutos et Lefo, la Mifi-nord et sud, grossie de la Métchié-Choumi. Le Menoua franchit les chutes de Foumbot (14+4 m), puis une série de rapides sur plusieurs kilomètres.
Après le pont de Bafoussam, le Menoua s'engage par un coude en direction du sud-ouest, dans une large vallée dominée à l'ouest par le 'pays' Bamiléké. La pente moyenne passe à l'Est de Bangangté, devient assez forte et régulière (4 m/km) avec des cassures marquées par des rapides.
Après avoir reçu le Ndé en rive droite, il prend la direction est pour se jeter au bout de vingt-cinq kilomètres dans le Mbam.
En aval du confluent du Menoua, le Mbam prend la direction du sud-ouest pour passer en une série de rapides et petites chutes entre deux reliefs : au nord, le massif de Ngoro et, au sud, la montagne de Bape.
Puis sa pente décroît, son lit s'étale et s'encombre d'îles, ses rives se bordent de plaines d'inondation : un coude en angle droit l'amène en direction sud-est. Il reçoit le Ndjim et grossit de la Mpem, qui draine la zone sud des monts de Yoko et de Linte, puis va rejoindre la Sanaga, 23 km en aval du bac de Goura.
Principal affluent du Mbam, le Menoua prend sa source aux environs de 2 600 m d'altitude ; il court sur 269 km avant d'atteindre le Mbam à l'altitude de 524 m, sa pente moyenne peut être estimée à 7,7 %.
Le bassin est dominé au nord par le massif d'Oku (3 008 m) et à l'ouest par les monts de Bamenda. En piedmont, le Menoua draine la plaine de Ndop vaste zone inondable en crue englobant quelques marais permanents.

## Hydrométrie et navigabilité
Superficie du bassin : 7 562 km2.
Le fleuve n'est pas navigable sur toute sa longueur.
Le Menoua a dans l'ensemble un profil à forte pente et son cours présente de nombreuses chutes et rapides dans la région marécageuse de Bambalang-Njitapon, à la zone de confluence.
Un barrage sur le Menoua a été construit à Bamendjing en 1975 (5° 41′ 55″ N, 10° 30′ 03″ E) entrainant la création d'un réservoir du nom de lac Bamendjing. À son maximum le réservoir mesure 32 km de long et 27,6 km de large. Sa superficie varie de 150 km2 à 300 km2

### Faune
Riches en poissons d’espèces diverses (Tilapia Camerounais, Silaridaes etc.), les eaux des lacs et rivières qui desservent le département abritent aussi des crocodiles et des hippopotames.
De son con côté, l’avifaune est très fournie et diversifiée. L’on y retrouve, entre autres, des espèces particulières telles que les canards et pintades sauvages, les francolins etc.
Les hôtes de la rivière Menoua hippopotames qui peuvent être vus toute l'année, dans les régions sauvages de la rivière, ainsi que de nombreux oiseaux, comme le Palm Vautour de noix, le guêpier, le Hammerkop et martin.

## Activités

### Histoire
Il forme la frontière entre le 'pays' Bamiléké et le 'pays' Bamoun.

### Tourisme
Le fleuve se prête à des activités de type kayak,,.
Plusieurs parcours sont possibles, sur le plateau comme dans la plaine.

### Économie
Une exploration a été réalisée en amont du fleuve.
Un projet de barrage sur le Menoua-Wouri de puissance annuelle garantie de 20 000 MW, soit 17 520 000 MWh commerciale est en cours.

#### Pêche
La pêche est une activité économique principale des populations gui occupent le haut bassin du Menoua. Son importance décroit quand on s'éloigne de la zone du barrage en direction du Nord de la rivière. Avec le régime hydrologique, la pêche à Bamendjin est meilleure qu'à Bangourain et Bangolab. Les plus grands villages de pêcheurs sont Njitapon, Bambalang et Bagam (surtout les iles et Nkessie).
La pêche est intéressante au cours de la saison sèche. Les eaux basses regagnent le lit du fleuve, et le poisson se concentre dans une surface réduite.
Le filet et l'hameçon sont connus mais leur usage n'est pas très répandu. La création d'un lac artificiel introduira des espèces de poissons adaptées et en quantités pour les 333 km2 de superficie ouverte.